# 張宿四
张宿四（HD 87344），又名BD-17 3047，SAO 155704、HR 3963，是一颗長蛇座的恒星，视星等为5.86，位于銀經256.32，銀緯29.24，其B1900.0坐标为赤經9h 59m 16.9s，赤緯-17° 29.24′ 2″。